# Phelliactis lophohelia
Phelliactis lophohelia är en havsanemonart som beskrevs av Riemann-Zürneck 1973. Phelliactis lophohelia ingår i släktet Phelliactis och familjen Hormathiidae. Inga underarter finns listade i Catalogue of Life.